# Щецинский университет
Щецинский университет (пол. Uniwersytet Szczeciński) — главный общественный университет польского города Щецин в Западно-Поморском воеводстве. Основан 21 июля 1984 г. Имеет 9 факультетов. Общее число студентов — 33 267; персонала 1 200 чел. (2010 г.) Университет является членом проекта Евросоюза Эразмус.

## Известные выпускники
- Гжегож Наперальский
- Рышард Томчик